# Erwin Matelski
Erwin Kazimierz Matelski (ur. 3 lutego 1936 w Łodzi) – polski strzelec sportowy, olimpijczyk z Moskwy 1980.
Specjalista w strzelaniu z pistoletu w konkurencji pistoletu dowolnego-60 strzałów i pistoletu pneumatycznego 40 strzałów i 60 strzałów. Wieloletni zawodnik Spójni Łódź.
Wicemistrz Polski w konkurencji:
- pistoletu pneumatycznego-40 w latach 1974, 1975,
- pistoletu pneumatycznego-60 w roku 1981,
- pistoletu dowolnego-60 w latach 1977, 1978.

Uczestnik mistrzostw Europy w roku 1977 w Bukareszcie, podczas których zajął 5. miejsce w konkurencji pistoletu dowolnego 60 strzałów.
Na igrzyskach w Moskwie wystartował w strzelaniu z pistoletu dowolnego 50 metrów zajmując 13. miejsce.